# 生化危机 外传
《生化危机 外传》是卡普空于2002年3月29日在日本Game Boy Color发行的动作冒险游戏。2001年12月14日由英国M4在欧洲等国发行的游戏。
这是为任天堂发布的生化危机系列的第一部外传。操作主角Barry Burton，营救豪华客轮星光号上执行特殊任务却一直没有消息的里昂·S·肯尼迪。由于硬件特性，游戏画面为2D地图俯视型，战斗场景采用了独特的系统。
本作由M4开发，莎拉·汤普森担任制作人，曾参与Windows游戏《DESCENT3》（1999年）的制作。策划和剧本是Dreamcast游戏《生化危机：维罗妮卡》的导演。加藤弘喜负责游戏设计，Tim Hull 曾参与 Game Boy Color 游戏《Jeremy McGrath Supercross 2000》，以及音乐由沙希德·艾哈迈德执导，曾负责游戏《最後忍道》中的音乐。

## 游戏内容
由于Game Boy Color平台的限制，画面为2D地图俯视型，玩起来的感觉和之前的系列不一样。区分动作场景和战斗场景，在战斗中使用本作品独有的系统 。评论家说，乍看之下，地图系统让人想起电脑游戏《甜蜜的家》（ 1989 ）等恐怖RPG，但战斗系统具有独特的模式。在战斗时，你会在第一人称视角（ FPS ），屏幕中有一个左右摇摆滑块，看准时机按下按钮进行射击，也因为这种战斗系统该游戏而被称为一种特殊的射击游戏。此外，本作中除了BOSS外不存在丧尸以外的怪物。

## 故事大綱
前S.T.A.R.S.成员和幸存者创立了一个地下组织来反抗保護傘。巴瑞·巴頓和里昂·S·肯尼迪也参与了这个地下组织。一种具有模仿他人能力的新型生化武器登上了豪华客轮星光号，里昂是第一个潜入该船执行生化武器清理任务的人。然而，当巴瑞与里昂失联后，巴瑞被派去寻找失联的里昂。
游戏开始时，玩家操作巴瑞，随着游戏的展开会根据进度暂时操作里昂。最後，在星光号中幸存下来的里昂、巴瑞和露西亞三个人成功地从船上逃了出来。

## 人物
里昂·S·肯尼迪
21岁。反抗保護傘地下组织的成员。
虽有些傲慢，但因为幽默风趣，深受组织成员们的欢迎。不擅长游泳 。
巴瑞·巴頓
38 岁。前S.T.A.R.S.成员。
负责管理地下组织的武器。
曾是保護傘的一员，但当他看到船上满是感染者时，改变了主意拯救了里昂。
露西亞
13岁。星光号的唯一幸存者。
拥有读心术等特殊能力。
新型生化武器/OOOTOKO（名称不详）
擁有模仿别人的能力。不穿衣服，腹部伸出无数触手，血液為绿色。有击破潜艇外壳的力量。

## 媒体评分
在游戏杂志《Fami通》的“Cross Review”（クロスレビュー）中，它共获得了22分（满分40分） 。因为这是海外厂商开发的再进口作品，不论是人物设定还是其他设定都与原作不同，引来了许多生化危机系列游戏粉丝的不满。有人说画面效果很差，因为屏幕是黑色的，而丧尸有阴影。由于里昂·S·肯尼迪等角色的人设崩塌，在生化危机系列游戏的评价很低，在中国玩家口中被称为生化的黑历史。

## 脚注
1. ↑  . SOFTBANK GAMES NEWS INDEX. ITmedia. 2002-11-14  [2021-06-13]. （原始内容存档于2022-09-27）.
2. ↑  前田尋之 2018，第199頁- 「Chapter 2 ゲームボーイソフトオールカタログ 2002年」より
3. ↑  但し、『バイオハザード4』にはクロールで泳ぐシーンがある。
4. ↑  . GameRankings. CBS Interactive Inc.  [2010-01-24]. （原始内容存档于2010-01-05）.
5. ↑  Skittrell, Lee. . ComputerAndVideoGames.com. Dennis Publishing Limited. 2001-12-31  [2010-09-01]. （原始内容存档于2006-12-02）.
6. ↑  Major Mike. . GamePro (GamePro Media, Inc.). 2002-06-05  [2010-01-24]. （原始内容存档于2009-03-18）.
7. ↑  Provo, Frank. . GameSpot. CBS Interactive Inc. 2002-07-31  [2010-01-24]. （原始内容存档于2009-08-10）.
8. ↑  Harris, Craig. . IGN. IGN Entertainment, Inc. 2002-06-26  [2010-01-24]. （原始内容存档于2011-06-13）.
9. ↑  . ファミ通.com. KADOKAWA CORPORATION.   [2021-06-13].
10. ↑  懐かしゲームボーイパーフェクトガイド 2017，第19頁.